# Rotan (Texas)
Rotan és una població dels Estats Units a l'estat de Texas. Segons el cens del 2000 tenia 1.611 habitants.

## Demografia
Segons el cens del 2000, Rotan tenia 1.611 habitants, 665 habitatges, i 442 famílies. La densitat de població era de 304,9 habitants per km².
Dels 665 habitatges en un 28% hi vivien nens de menys de 18 anys, en un 51,6% hi vivien parelles casades, en un 11,9% dones solteres, i en un 33,5% no eren unitats familiars. En el 32,3% dels habitatges hi vivien persones soles el 21,4% de les quals corresponia a persones de 65 anys o més que vivien soles. El nombre mitjà de persones vivint en cada habitatge era de 2,35 i el nombre mitjà de persones que vivien en cada família era de 2,95.
Per edats la població es repartia de la següent manera: un 24,6% tenia menys de 18 anys, un 8% entre 18 i 24, un 22,2% entre 25 i 44, un 21,7% de 45 a 60 i un 23,5% 65 anys o més.
L'edat mediana era de 41 anys. Per cada 100 dones de 18 o més anys hi havia 82,2 homes.
La renda mediana per habitatge era de 21.638 $ i la renda mediana per família de 29.038 $. Els homes tenien una renda mediana de 25.688 $ mentre que les dones 17.045 $. La renda per capita de la població era de 13.097 $. Aproximadament el 16,6% de les famílies i el 22,6% de la població estaven per davall del llindar de pobresa.

## Poblacions més properes
El següent diagrama mostra les poblacions més properes.